# Джейк Джонсън
Марк Джейк Джонсън Уейнбъргър (роден на 28 март 1978 г.) е американски актьор, комик, продуцент и сценарист. Известен е с ролята си на Ник Милър в ситкома „Новото момиче“ (2011 – 2018), където той е номиниран за най-добър актьор на телевизионната награда „Изборът на критиците“ за най-добър актьор в комедиен сериал през 2018 г., и с озвучаването на Питър Б. Паркър/Спайдър Мен в „Спайдър-Мен: В Спайди-вселената“ (2018). Играл е в множество филми и сериали, които включват „Хартиено сърце“ (2009), „Секс, наркотици и Лас Вегас“ (2010), „Безопасността не е гарантирана“ (2012), „Внедрени в час“ (2012), „Приятели по чашка“ (2013), „Нека сме ченгета“ (2014), „Джурасик свят“ (2015), „Мумията“ (2017), „Ти гониш!“ (2018) и други. Той също е известен с ролята си на Грейсън „Грей“ МакКонъл в американския драматичен сериал „Стъмптаун“ по „Ей Би Си“.

## Личен живот
Джонсън се жени за художничката Ерин Пейн през 2006 г. и има две дъщери близначки – Елизабет и Оливия, родени през 2014 г. Джонсън и Пейн се запознават през 2003 г.